# Bolesław Anc
Bolesław Anc (ur. 4 lutego 1841 w Jędrzejowie, zm. 11 sierpnia 1909 we Lwowie) – polski inżynier kolejowy, naczelnik cywilny powiatu lubelskiego w powstaniu styczniowym.

## Biografia
Bolesław Anc urodził się w Jędrzejowie w 1841 roku. Uczył się w Szkole Wyższej Realnej w Kielcach, Piotrkowie Trybunalskim oraz studiował w Petersburgu.
Od 1862 pracował jako nauczyciel matematyki w szkole powiatowej we Włocławku. Brał udział w powstaniu styczniowym 1863. Służył w oddziale Kazimierza Mielęckiego na Kujawach. Był komisarzem żandarmerii narodowej w województwie krakowskim i zastępcą komisarza województwa lubelskiego (od 6 lutego 1863 do 4 maja 1864). Brał udział w walkach pod Cieplinami oraz w Cisowie na ziemi sandomierskiej (jako jeniec służący za puklerz Moskalom). Pod Cieplinami odniósł rany. Dostał się do niewoli. Był więziony w Staszowie i w Kielcach. Skazany na śmierć, uzyskał ułaskawienie. Przebywał w więzieniu austriackim.
W 1864 wyjechał do Belgii, gdzie ukończył studia inżynierskie w Gandawie. Pracował przy budowie kolei we Francji i Bułgarii. Przez kilkanaście lat był naczelnym inżynierem kolei bułgarskich. Mieszkając w Sofii działał w środowisku polonijnym. Z powodów zdrowotnych odszedł na emeryturę i od 1898 roku mieszkał we Lwowie.
W Belgii poślubił Józefę z Zagórowskich – pisarkę, tłumaczkę literatury francuskiej i bułgarskiej. Miał dwie córki: Jadwigę Skrzyńską i Bogumiłę (nauczycielkę).  Pochowany na Cmentarzu łyczakowskim we Lwowie.

## Wybrane utwory
- Bolesław Anc i Józefa Anc Z lat nadziei i walki  1861-1864 1907[7]